# Jagan
Jagan (ang. Yagan) (ur. ok. 1795, zm. 11 lipca 1833) – wojownik z australijskiego aborygeńskiego plemienia Noongarów, zastrzelony po serii ataków na białych osadników z Australii Zachodniej. Głowę Jagana odcięto i po mumifikacji przewieziono do Wielkiej Brytanii, a jego śmierć stała się w folklorze australijskim symbolem kolonialnego ucisku Aborygenów. Na początku lat 80. XX w. z inicjatywy Noongarów rozpoczęto starania o repatriację głowy Jagana, pochowanej w 1964 w Anglii. W 1997 głowę Jagana zwrócono Australii, a w 2010 pochowano ją w pobliżu domniemanego miejsca spoczynku reszty jego ciała na przedmieściach Perth.

## Życiorys
Przeciwnik brytyjskiej kolonizacji, za udział w rabunkach i napadach na kolonistów z Australii Zachodniej został aresztowany w 1832 r. Uciekł z więzienia, a z powodu jego udziału w kolejnych przestępstwach przeciw osadnikom za jego głowę wyznaczono nagrodę. Został zastrzelony przez młodego osadnika 11 lipca 1833 roku, a jego zmumifikowana przez odymianie głowa trafiła jako „ciekawostka antropologiczna” do Wielkiej Brytanii, gdzie początkowo była pokazywana przez prywatnego kolekcjonera z Londynu, a następnie trafiła do zbiorów muzealnych w Liverpoolu. W 1964 pochowano ją w nieoznakowanym grobie wraz z kilkoma innymi mumiami.
W tym czasie postać Jagana nabrała znaczenia w folklorze australijskim – coraz częściej postrzegano go jako wojownika broniącego swojego terytorium, ofiarę niesprawiedliwego i brutalnego postępowania białych kolonizatorów wobec tubylczej ludności Australii. Na początku lat 80. XX w. starszyzna Noongarów zaczęła domagać się zwrócenia głowy Jagana do Australii i pochowania jej zgodnie z plemiennym obyczajem wraz z resztą ciała. W 1984 postawiono mu w Australii pomnik.
W 1993 zidentyfikowano miejsce pochówku głowy Jagana, w 1997 zwrócono ją Australii, a 10 lipca 2010 pochowano w tradycyjnej ceremonii Noongarów w pobliżu domniemanego miejsca pochówku jego ciała (miejsca tego nie udało się odnaleźć, a poszukiwania były jednym z powodów kilkakrotnego odraczania daty pogrzebu). Głowa Jagana spoczęła w Belhus na przedmieściach Perth, w Yagan Memorial Park (Parku Pamięci Jagana) w przeddzień kolejnej rocznicy jego śmierci i zakończenia dorocznego Tygodnia NAIDOC (Komitetu Pamięci o Aborygenach).